# Comuna Buteni, Arad
Buteni (în maghiară: Körösbökény, în germană: Buten) este o comună în județul Arad, Crișana, România, formată din satele Berindia, Buteni (reședința), Cuied și Păulian.

## Demografie
Componența etnică a comunei Buteni
     Români (95,25%)
     Alte etnii (1,04%)
     Necunoscută (3,71%)
Componența confesională a comunei Buteni
     Ortodocși (74,89%)
     Penticostali (12,32%)
     Baptiști (7,23%)
     Alte religii (1,53%)
     Necunoscută (4,02%)
Conform recensământului efectuat în 2021, populația comunei Buteni se ridică la 3.262 de locuitori, în scădere față de recensământul anterior din 2011, când fuseseră înregistrați 3.403 locuitori. Majoritatea locuitorilor sunt români (95,25%), iar pentru 3,71% nu se cunoaște apartenența etnică. Din punct de vedere confesional, majoritatea locuitorilor sunt ortodocși (74,89%), cu minorități de penticostali (12,32%) și baptiști (7,23%), iar pentru 4,02% nu se cunoaște apartenența confesională.

## Politică și administrație
Comuna Buteni este administrată de un primar și un consiliu local compus din 13 consilieri. Primarul, Mircea-Theodor Braiți[*], de la Partidul Național Liberal, este în funcție din 2016. Începând cu alegerile locale din 2024, consiliul local are următoarea componență pe partide politice:
|  | Partid                          | Consilieri | Componența Consiliului | Componența Consiliului | Componența Consiliului | Componența Consiliului | Componența Consiliului | Componența Consiliului | Componența Consiliului | Componența Consiliului |
|  | ------------------------------- | ---------- | ---------------------- | ---------------------- | ---------------------- | ---------------------- | ---------------------- | ---------------------- | ---------------------- | ---------------------- |
|  | Partidul Național Liberal       | 8          |                        |                        |                        |                        |                        |                        |                        |                        |
|  | Partidul Social Democrat        | 3          |                        |                        |                        |                        |                        |                        |                        |                        |
|  | Alianța pentru Unirea Românilor | 1          |                        |                        |                        |                        |                        |                        |                        |                        |
|  | Partidul Puterii Umaniste       | 1          |                        |                        |                        |                        |                        |                        |                        |                        |

## Atracții turistice
- Muzeul de etnografie din satul Buteni
- Sit arheologic, satul Berindia
- Drocea (sit de importanță comunitară inclus în rețeaua europeană Natura 2000 în România).
- Drocea - Zarand (arie de protecție specială avifaunistică - Natura 2000).

## Imagini

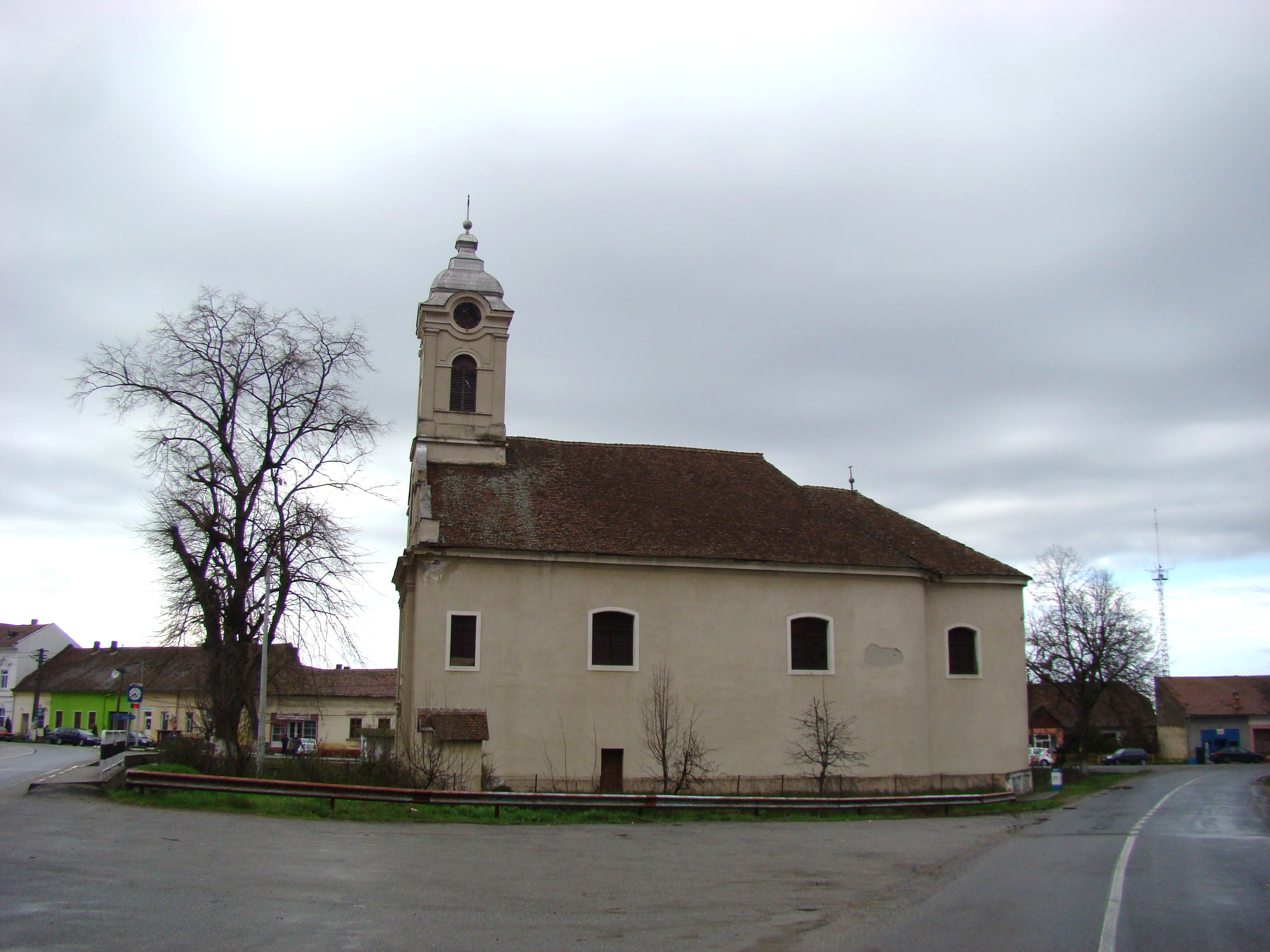
Biserica romano-catolică „Sfântul Ioan de Nepomuk" (1817)
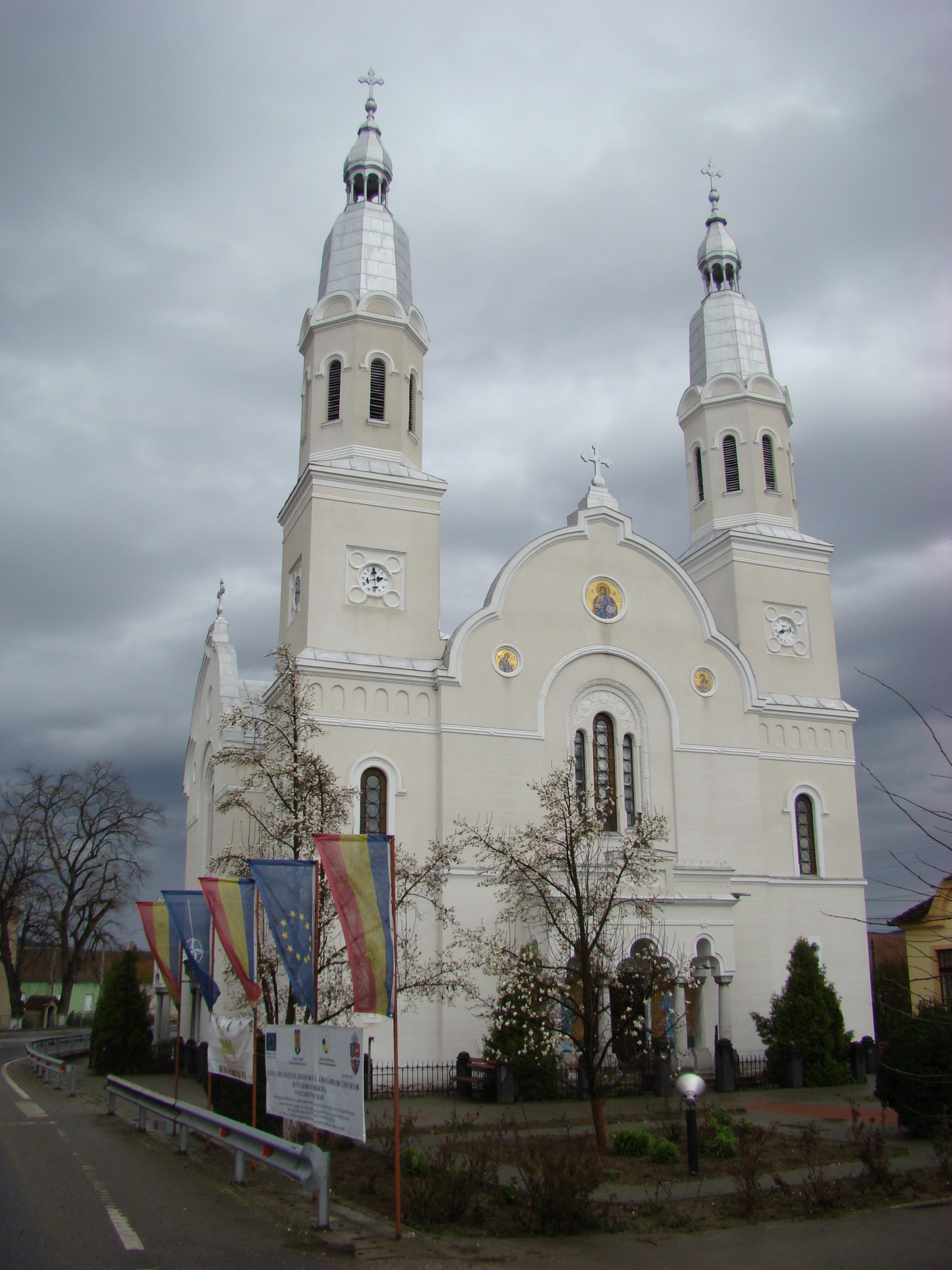
Biserica ortodoxă „Bunavestire” (1929)
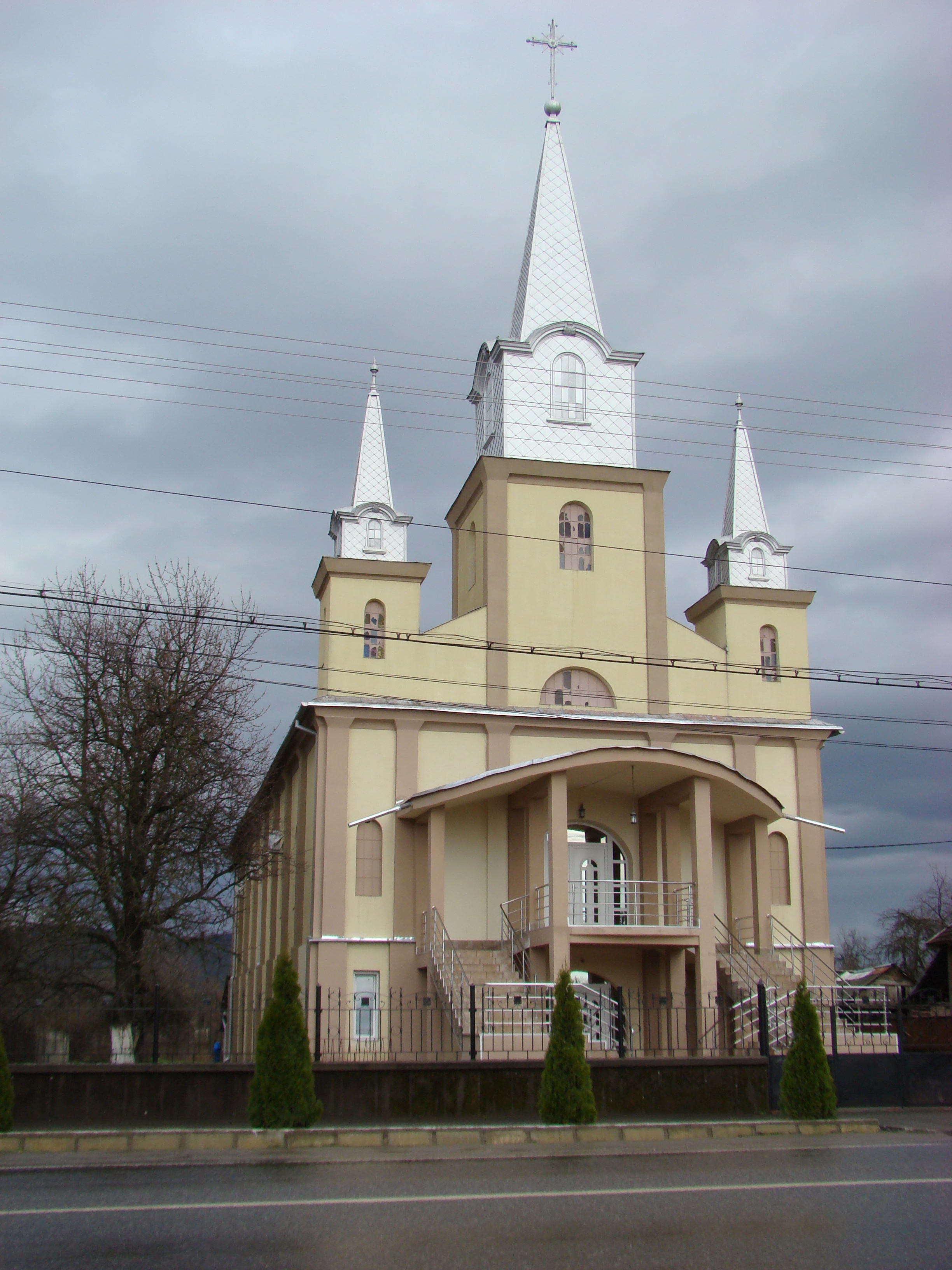
Biserica baptistă (1936)
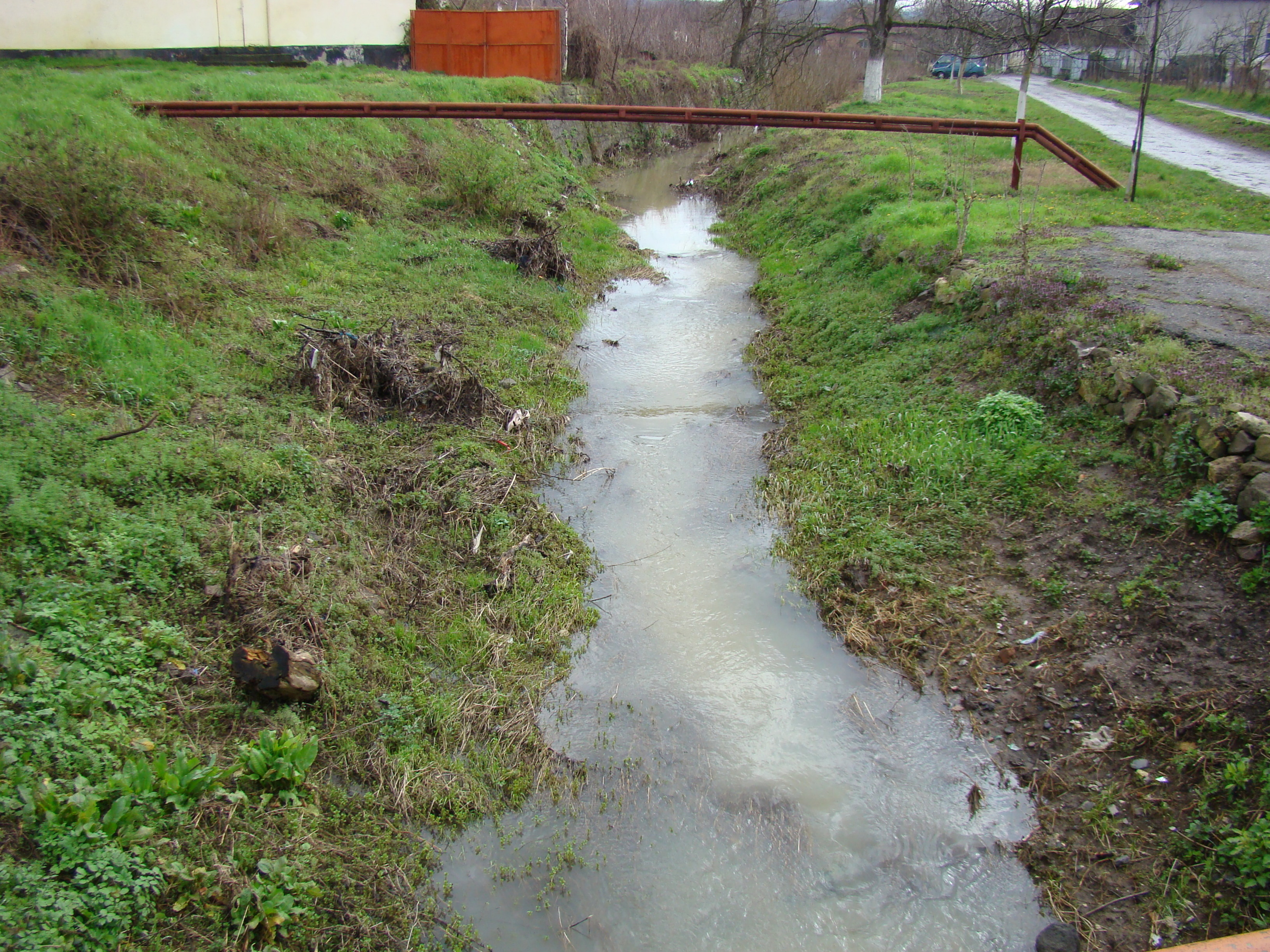
Canalul Morilor